# Mastigação de noz de bétele
A mastigação de noz de bétele é uma prática na qual as nozes de areca (nozes de bétele) são mastigadas juntamente com cal apagada (hidróxido de cálcio) e folhas de bétele. É usado como estimulante para aumentar a consciência ou a concentração; no entanto, não é aprovado para uso médico em humanos. É viciante e pode causar descoloração vermelha da boca, cáries, câncer bucal, doenças cardíacas, cirrose e outros tipos de câncer, incluindo câncer de esôfago. Depois de mastigado, é frequentemente cuspido, resultando em manchas vermelhas.
O que é mastigado varia e pode incluir hortelã, cravo, coco ou tabaco. A própria noz de areca pode ser fresca, seca ou fermentada. É comumente utilizado durante diversas horas e usuários pesados podem consumir cerca de 10 doses por dia. Quando mastigado com tabaco, pode haver um risco ainda maior de câncer bucal. Os efeitos primários são devidos à arecolina, que possui propriedades colinérgicas.
A noz de bétele é mastigada por cerca de 600 milhões de pessoas em todo o mundo (15% da população). É comumente utilizada por indivíduos de ambos os sexos. É o quarto composto intoxicante mais usado no mundo, atrás apenas da cafeína, álcool e nicotina. A prática é generalizada na região da Ásia-Pacífico, embora também possa ser adquirido legalmente nos Estados Unidos e na Europa. A pratica é originária do Sudeste Asiático, com evidências de uma cova funerária na Caverna Duyong, nas Filipinas, datada de cerca de 4.600 a.C. O uso espalhou-se pela região ao longo dos milhares de anos seguintes. Foi introduzido em outras regiões mais recentemente por populações migrantes. Alguns afirmam falsamente que é uma "cura milagrosa" ou "refrescante bucal".